# Peter de Koning (politicus)
P.J.H.M. (Peter) de Koning (Schiedam, 24 oktober 1953) is een Nederlands politicus van de VVD.

## Biografie
De Koning was werkzaam in de assurantie-wereld en was daarnaast actief in de lokale politiek. Zo was hij vanaf 1990 in Ridderkerk gemeenteraadslid, in 1998 werd hij fractievoorzitter en vanaf 2006 was hij daar wethouder. In 2010 werd De Koning wethouder in de Noord-Brabantse gemeente Steenbergen en in de zomer van 2012 volgde zijn benoeming tot burgemeester van Gennep. In 2017 bracht de gemeenteraad van Gennep een positief advies uit voor herbenoeming van De Koning. Aan het einde van de gemeenteraadsvergadering van 1 juli 2019 kondigde De Koning aan te stoppen. Op 1 november 2019 trad hij af. De reden voor zijn vertrek is nooit echt duidelijk geworden. Als burgemeester wilde hij optreden tegen politieke misstanden en een aantal integriteitszaken rond wethouders, raadsleden en directie. In de media verschenen berichten over een politieke afrekening.